# علي بن محمد الببلاوي
علي بن محمد بن أحمد البِبْلاوِي الإدريسي الحسني (1251 - 1323 هـ) فقيه مالكي والشيخ 26 للأزهر الشريف، وصاحب الولاية 28. كان كسلفه المباشر الشيخ سليم البشري من كبار فقهاء المذهب المالكي. عين نقيبا للأشراف سنة 1312 هـ ثم شيخا للجامع الأزهر سنة 1320 هـ.
عرف بأنه من أكبر أنصار الشيخ محمد عبده في إصلاحاته، حتى أنه كان وهو شيخ للأزهر يمضي كل ما يراه الشيخ دون خوف من انتقاد. من آثاره: «الأنوار الحسينية».